# Costanetoa caryotae
Costanetoa caryotae är en svampart som beskrevs av Bat. & J.L. Bezerra 1963. Costanetoa caryotae ingår i släktet Costanetoa, divisionen sporsäcksvampar och riket svampar.   Inga underarter finns listade i Catalogue of Life.